# Mères entremetteuses
Mères entremetteuses (Meddling Mom) est un téléfilm américain diffusé le 23 février 2013 sur Hallmark Movie Channel et en France le 5 avril 2013 sur M6.

## Synopsis
Carmen est une mère heureuse et très fière de ses enfants, Yolanda et Ally. La première s'apprête à épouser son fiancé, ce qui comble de joie Carmen qui ne comprend pas pourquoi sa deuxième fille n'a toujours pas trouvé l'homme de sa vie... Elle va alors se mettre en tête de lui présenter des hommes célibataires, notamment un certain Pablo.

## Fiche technique
- Titre original : Meddling Mom
- Réalisation : Patricia Cardoso
- Scénario : Nina Weinman
- Photographie : Jens Piotrowski
- Production : Eileen Fields
- Musique : Joseph Julian Gonzalez (en)
- Montage : Charles Bornstein
- Pays :  États-Unis
- Durée : 85 minutes (1 h 25)

## Distribution
- Sonia Braga : Carmen
- Mercedes Renard (en) (VF : Laëtitia Lefebvre) : Ally
- Ana Ayora : Yolanda
- Saundra Santiago (VF : Anne Rondeleux) : Valeria
- Rose Abdoo (en) (VF : Malvina Germain) : Marisol
- George Contreras (VF : Grégory Quidel) : Rico
- Rafael Amaya : Pablo
- Tony Plana : Luis
- Rob Mayes (VF : Alexandre Gillet) : Ben
- John Nielsen (VF : Loïc Guingand) : Kent Burns

 Source et légende : version française (VF) sur RS Doublage et selon le carton de doublage télévisuel.